# Cours d'eau du bassin du lac Saint-Jean
Cette liste répertorie les principaux cours d'eau du bassin versant du lac Saint-Jean.
| Nom                           | Se jette dans                           | Rive        | Confluence                                                | longueur | Source                            | Administration                         |
| ----------------------------- | --------------------------------------- | ----------- | --------------------------------------------------------- | -------- | --------------------------------- | -------------------------------------- |
| branche Belle Rivière         | ruisseau Labonté                        |             | 48° 24′ 30″ N, 71° 43′ 26″ O                              |          |                                   | Hébertville                            |
| bras des Canots               | rivière Duhamel                         |             | 50° 01′ 33″ N, 71° 01′ 41″ O                              |          |                                   | Le Fjord-du-Saguenay                   |
| Deuxième bras des Iroquois    | rivière aux Iroquois                    |             | 48° 31′ 00″ N, 72° 25′ 57″ O                              |          |                                   | Le Domaine-du-Roy                      |
| La Belle Rivière              | lac Saint-Jean                          |             | 48° 27′ 36″ N, 71° 47′ 22″ O                              | 38       |                                   | Saguenay–Lac-Saint-Jean                |
| lac Saint-Jean                |                                         |             | 48° 35′ 40″ N, 72° 01′ 48″ O                              | 43.8     |                                   | Saguenay–Lac-Saint-Jean                |
| Petite rivière aux Foins      | ruisseau du Loup-Cervier                |             | 49° 04′ 28″ N, 72° 20′ 41″ O                              | 26.8     |                                   | Maria-Chapdelaine                      |
| Petite rivière aux Rats       | rivière aux Rats                        |             | 49° 28′ 15″ N, 72° 13′ 34″ O 50° 02′ 04″ N, 72° 18′ 45″ O | 85.2     |                                   | Rivière-Mistassini                     |
| Petite rivière aux Saumons    | rivière Ashuapmushuan                   | rive gauche | 48° 52′ 24″ N, 72° 52′ 08″ O                              |          |                                   | Maria-Chapdelaine                      |
| Petite rivière Belley         | rivière Belley                          |             | 48° 47′ 17″ N, 71° 40′ 46″ O                              | 10.5     |                                   | Passes-Dangereuses                     |
| Petite rivière du Chef        | rivière la Loche                        |             | 49° 22′ 16″ N, 73° 42′ 50″ O                              | 13.7     | Point(-73.82778 49.30389)         | Le Domaine-du-Roy                      |
| Petite rivière Eusèbe         | rivière Ashuapmushuan                   |             | 48° 39′ 23″ N, 72° 26′ 56″ O                              |          |                                   | Le Domaine-du-Roy                      |
| Petite rivière Manouane       | rivière Manouane                        |             | 49° 58′ 19″ N, 70° 53′ 55″ O                              | 64       | Point(-70.69944 50.45556)         | Mont-Valin                             |
| Petite rivière Péribonka      | rivière Péribonka                       |             | 48° 45′ 36″ N, 72° 04′ 44″ O                              | 105      | Point(-71.65694 49.37583)         | Saguenay–Lac-Saint-Jean                |
| Petite rivière Rousseau       | rivière Mistassibi                      |             | 48° 56′ 41″ N, 72° 10′ 42″ O                              | 4.2      |                                   | Saint-Stanislas                        |
| Petite rivière Shipshaw       | rivière Péribonka                       |             | 49° 49′ 15″ N, 71° 09′ 35″ O                              | 24.3     |                                   | Passes-Dangereuses                     |
| rivière à François            | rivière Mistassibi Nord-Est             |             | 50° 09′ 24″ N, 71° 57′ 23″ O                              | 39.9     |                                   | Passes-Dangereuses                     |
| rivière à Georges             | rivière Manouane                        |             | 49° 43′ 14″ N, 70° 58′ 18″ O                              | 9.2      |                                   | Mont-Valin                             |
| rivière à la Carpe            | Petite rivière Eusèbe                   |             | 48° 40′ 12″ N, 72° 28′ 36″ O                              |          |                                   | Le Domaine-du-Roy                      |
| rivière à la Carpe            | rivière Métabetchouane                  |             | 48° 17′ 55″ N, 71° 58′ 42″ O                              | 20.2     |                                   | Le Domaine-du-Roy                      |
| rivière à la Carpe            | rivière aux Rats                        |             | 48° 57′ 16″ N, 72° 14′ 18″ O                              |          |                                   | Maria-Chapdelaine                      |
| rivière à la Chasse           | lac Saint-Jean                          |             | 48° 35′ 00″ N, 72° 17′ 58″ O                              |          |                                   | Le Domaine-du-Roy                      |
| rivière à la Chute            | rivière Métabetchouane                  |             | 48° 01′ 48″ N, 72° 02′ 58″ O                              |          |                                   | Saguenay–Lac-Saint-Jean                |
| rivière à la Loutre           | rivière Ashuapmushuan                   |             | 48° 52′ 47″ N, 72° 49′ 33″ O                              |          | Point(-72.8486 48.9564)           | Maria-Chapdelaine                      |
| rivière à la Pipe             | lac Saint-Jean                          |             | 48° 39′ 22″ N, 71° 48′ 57″ O                              | 4.4      |                                   | Saint-Henri-de-Taillon                 |
| rivière à Michel              | rivière Savane                          |             | 51° 22′ 56″ N, 71° 16′ 37″ O                              | 71.7     |                                   | Mont-Valin                             |
| rivière à Michel              | rivière Péribonka                       |             | 48° 49′ 08″ N, 71° 52′ 03″ O 48° 54′ 26″ N, 71° 53′ 00″ O | 15.2     |                                   | Lac-Saint-Jean-Est Maria-Chapdelaine   |
| rivière à Michel Nord         | rivière à Michel                        |             | 51° 22′ 44″ N, 71° 04′ 49″ O                              | 17.8     |                                   | Mont-Valin                             |
| rivière à Patrick             | rivière des Aigles                      |             | 49° 06′ 47″ N, 71° 43′ 53″ O                              | 7.3      |                                   | Passes-Dangereuses                     |
| rivière Alex                  | rivière Péribonka                       |             | 48° 50′ 27″ N, 71° 45′ 52″ O                              | 98.1     | Point(-71.415277777 49.452222222) | Lac-Saint-Jean-Est Maria-Chapdelaine   |
| rivière Alma                  | rivière Manouane                        |             | 49° 37′ 53″ N, 71° 01′ 53″ O                              | 10.4     |                                   | Mont-Valin                             |
| rivière Ashiniu               | rivière au Serpent                      |             | 49° 46′ 42″ N, 71° 28′ 54″ O                              | 14.2     |                                   | Passes-Dangereuses                     |
| rivière Ashuapmushuan         | lac Saint-Jean                          |             | 48° 37′ 03″ N, 72° 20′ 00″ O                              | 193      | Point(-73.753333333 49.159722222) | Le Domaine-du-Roy                      |
| rivière au Serpent            | rivière Péribonka                       |             | 49° 33′ 39″ N, 71° 12′ 41″ O                              | 113.4    |                                   | Maria-Chapdelaine                      |
| rivière au Serpent Sud-Ouest  | rivière au Serpent                      |             | 49° 52′ 41″ N, 71° 34′ 58″ O                              | 29.6     | Point(-71.79417 49.69389)         | Maria-Chapdelaine                      |
| rivière au Tonnerre           | rivière Normandin                       |             | 49° 21′ 08″ N, 74° 04′ 35″ O                              | 12.6     |                                   | Le Domaine-du-Roy                      |
| Rivière aux Aulnes            | rivière Ticouapé                        |             | 48° 52′ 48″ N, 72° 34′ 04″ O                              |          |                                   | Maria-Chapdelaine                      |
| rivière aux Canots            | rivière Métabetchouane                  |             | 48° 09′ 44″ N, 71° 52′ 45″ O                              | 27.3     |                                   | Belle-Rivière                          |
| rivière aux Iroquois          | lac Saint-Jean                          |             | 48° 36′ 07″ N, 72° 19′ 55″ O                              |          | Point(-72.49444 48.36944)         | Le Domaine-du-Roy                      |
| rivière aux Montagnais        | rivière Moncouche                       |             | 47° 56′ 26″ N, 71° 58′ 22″ O                              | 27.4     |                                   | Lac-Jacques-Cartier                    |
| rivière aux Oiseaux           | rivière Mistassibi                      |             | 49° 24′ 01″ N, 72° 01′ 25″ O                              | 20.4     |                                   | Rivière-Mistassini                     |
| rivière aux Rats              | rivière Mistassini                      |             | 48° 53′ 31″ N, 72° 14′ 26″ O                              | 185      | Point(-72.22731 49.9709)          | Maria-Chapdelaine                      |
| rivière aux Saumons           | rivière Ashuapmushuan                   |             | 48° 41′ 34″ N, 72° 30′ 19″ O                              |          |                                   | Le Domaine-du-Roy                      |
| rivière aux Trembles          | rivière Pémonca                         |             | 48° 44′ 45″ N, 72° 47′ 51″ O                              |          |                                   | Le Domaine-du-Roy                      |
| rivière Azianne               | rivière du Chef                         |             | 49° 31′ 44″ N, 73° 20′ 12″ O                              |          |                                   | Maria-Chapdelaine                      |
| rivière Belley                | rivière Péribonka                       |             | 48° 46′ 12″ N, 71° 40′ 50″ O                              | 23.4     |                                   | Passes-Dangereuses                     |
| rivière Benoît                | rivière Savane                          |             | 51° 33′ 02″ N, 71° 10′ 34″ O                              | 20.8     |                                   | Mont-Valin                             |
| rivière Bernabé               | rivière Péribonka                       |             | 48° 48′ 23″ N, 71° 30′ 51″ O                              | 21.5     |                                   | Passes-Dangereuses                     |
| rivière Blanche               | lac Tchitogama rivière Péribonka        |             | 48° 50′ 56″ N, 71° 12′ 11″ O                              | 31.7     |                                   | Lac-Saint-Jean-Est                     |
| rivière Boisvert              | rivière Mistassibi Nord-Est             |             | 49° 51′ 52″ N, 71° 56′ 02″ O                              |          |                                   | Maria-Chapdelaine                      |
| rivière Boisvert              | lac Charron rivière Normandin           |             | 49° 32′ 05″ N, 74° 08′ 18″ O 49° 06′ 36″ N, 73° 42′ 40″ O | 79.9     |                                   | Le Domaine-du-Roy                      |
| rivière Bonnard               | rivière Péribonka                       |             | 50° 42′ 34″ N, 71° 16′ 17″ O 50° 43′ 20″ N, 71° 02′ 02″ O | 34.6     | Point(-70.749167 50.705)          | Mont-Valin                             |
| rivière Brodeuse              | rivière Péribonka                       |             | 49° 52′ 43″ N, 71° 18′ 10″ O                              | 27.1     |                                   | Passes-Dangereuses                     |
| rivière Brûle-Neige           | rivière Micosas                         |             | 49° 25′ 37″ N, 73° 04′ 24″ O                              | 23       |                                   | Rivière-Mistassini                     |
| rivière Brûle-Neige           | rivière Mistassini                      |             | 49° 26′ 06″ N, 71° 55′ 32″ O                              | 85       | Point(-71.60444 49.34889)         | Passes-Dangereuses                     |
| rivière Brûlée                | rivière du Castor-Qui-Cale              |             | 49° 46′ 14″ N, 70° 54′ 13″ O                              | 13.4     |                                   | Mont-Valin                             |
| rivière Brûlée                | rivière Péribonka                       |             | 48° 52′ 09″ N, 71° 28′ 58″ O                              | 23.3     |                                   | Passes-Dangereuses                     |
| rivière Bureau                | rivière Mistassibi                      |             | 49° 37′ 46″ N, 72° 02′ 25″ O                              | 34.2     |                                   | Rivière-Mistassini                     |
| rivière Carignan              | rivière Péribonka Est                   |             | 52° 01′ 24″ N, 70° 56′ 34″ O                              | 34.6     |                                   | Saguenay–Lac-Saint-Jean Nord-du-Québec |
| rivière Catherine             | rivière aux Rats                        |             | 49° 26′ 37″ N, 72° 14′ 29″ O                              | 12.2     |                                   | Rivière-Mistassini                     |
| rivière Chaudière             | rivière Normandin                       |             | 49° 20′ 27″ N, 73° 58′ 21″ O                              | 42.3     |                                   | Le Domaine-du-Roy                      |
| rivière Chigoubiche           | rivière Ashuapmushuan                   |             | 49° 00′ 32″ N, 73° 06′ 12″ O                              | 54.6     | Point(-73.523611111 49.091944444) | Le Domaine-du-Roy                      |
| rivière Cocoumenen            | rivière Péribonka                       |             | 50° 29′ 30″ N, 71° 17′ 09″ O                              | 32.9     |                                   | Mont-Valin                             |
| rivière Connelly              | rivière Mistassibi                      |             | 49° 22′ 25″ N, 71° 56′ 56″ O                              | 6        | Point(-71.95889 49.30806)         | Passes-Dangereuses                     |
| rivière Couchepaganiche       | lac Saint-Jean                          |             | 48° 25′ 57″ N, 71° 52′ 05″ O                              | 23.8     |                                   | Métabetchouan–Lac-à-la-Croix           |
| rivière Couchepaganiche Est   | rivière Couchepaganiche                 |             | 48° 23′ 41″ N, 71° 50′ 24″ O                              | 14.3     |                                   | Métabetchouan–Lac-à-la-Croix           |
| rivière Courtois              | rivière Savane                          |             | 51° 24′ 30″ N, 71° 17′ 08″ O                              | 38.7     |                                   | Mont-Valin                             |
| rivière Crochue               | rivière Azianne                         |             | 49° 34′ 25″ N, 73° 18′ 48″ O                              |          |                                   | Maria-Chapdelaine                      |
| rivière Daniel                | rivière Mistassibi                      |             | 50° 26′ 28″ N, 72° 09′ 45″ O                              | 68.6     | Point(-72.24361 50.94306)         | Rivière-Mistassini                     |
| rivière de l'Écluse           | rivière aux Rats                        |             | 49° 13′ 49″ N, 72° 15′ 22″ O                              | 26.4     | Point(-72.14833 49.1575)          | Rivière-Mistassini                     |
| rivière de la Coquille        | lac Nicabau rivière Normandin           |             | 49° 24′ 36″ N, 74° 07′ 28″ O                              | 20.5     |                                   | Le Domaine-du-Roy                      |
| rivière de la Grande Loutre   | rivière Péribonka                       |             | 51° 09′ 14″ N, 71° 54′ 56″ O                              | 58       |                                   | Maria-Chapdelaine                      |
| rivière de la Perdrix Blanche | rivière aux Rats                        |             | 49° 14′ 37″ N, 72° 17′ 51″ O                              | 50.3     |                                   | Rivière-Mistassini                     |
| rivière de la Place           | rivière Métabetchouane                  |             | 47° 35′ 21″ N, 71° 49′ 26″ O                              | 21.8     |                                   | Lac-Jacques-Cartier Lac-Croche         |
| rivière Déception             | rivière aux Rats                        |             | 49° 40′ 24″ N, 72° 17′ 09″ O                              | 9.6      | Point(-72.35778 49.73778)         | Rivière-Mistassini                     |
| rivière des Aigles            | rivière Alex                            |             | 48° 58′ 18″ N, 71° 41′ 34″ O                              | 32.3     |                                   | Passes-Dangereuses                     |
| rivière des Aulnaies          | La Belle Rivière                        |             | 48° 24′ 45″ N, 71° 42′ 08″ O                              | 5.9      | Point(-71.601388 48.368054)       | Hébertville                            |
| rivière des Épinettes Noires  | rivière Alex                            |             | 49° 03′ 17″ N, 71° 37′ 47″ O                              | 11.1     |                                   | Passes-Dangereuses                     |
| Rivière des Framboises        | rivière Mistassini                      |             | 50° 13′ 30″ N, 72° 42′ 16″ O                              |          |                                   | Rivière-Mistassini                     |
| rivière des Prairies          | rivière au Serpent                      |             | 49° 45′ 39″ N, 71° 22′ 51″ O                              | 30.8     |                                   | Passes-Dangereuses                     |
| rivière des Savard            | rivière Péribonka                       |             | 49° 16′ 29″ N, 71° 15′ 39″ O                              | 10.7     |                                   | Passes-Dangereuses                     |
| rivière Dobleau               | rivière du Chef                         |             | 49° 38′ 35″ N, 73° 28′ 53″ O                              | 48       | Point(-73.83528 49.64333)         | Le Domaine-du-Roy                      |
| rivière Doucet                | Petite rivière Péribonka                |             | 49° 12′ 56″ N, 71° 48′ 39″ O                              | 20.3     | Point(-71.9161 49.3078)           | Passes-Dangereuses                     |
| rivière du Banc de Sable      | rivière Péribonka                       |             | 48° 53′ 42″ N, 71° 27′ 32″ O                              | 13.6     | Point(-71.46111 48.98389)         | Passes-Dangereuses                     |
| rivière du Banc de Sable      | rivière Mistassibi                      |             | 49° 29′ 40″ N, 71° 55′ 51″ O                              | 46       | Point(-71.663055555 49.738611111) | Passes-Dangereuses                     |
| rivière du Canal Sec          | rivière Péribonka                       |             | 49° 19′ 11″ N, 71° 14′ 29″ O                              | 16.8     |                                   | Mont-Valin                             |
| rivière du Castor-Qui-Cale    | rivière Manouane                        |             | 49° 45′ 23″ N, 70° 57′ 24″ O                              | 36.1     | Point(-70.69194 49.79778)         | Mont-Valin                             |
| rivière du Chef               | rivière Ashuapmushuan                   | rive gauche | 49° 20′ 21″ N, 73° 23′ 36″ O                              | 150      |                                   | Le Domaine-du-Roy                      |
| rivière du Cinq               | ruisseau Morin                          |             | 48° 52′ 31″ N, 72° 23′ 58″ O                              |          |                                   | Québec Albanel                         |
| rivière du Cran               | rivière Ashuapmushuan                   |             | 48° 52′ 13″ N, 72° 50′ 16″ O                              |          |                                   | Le Domaine-du-Roy                      |
| rivière du Cran Cassé         | rivière Savane                          |             | 51° 45′ 36″ N, 70° 55′ 11″ O                              | 34.4     |                                   | Mont-Valin                             |
| rivière du Dépôt              | rivière Mistassibi                      |             | 49° 03′ 59″ N, 72° 05′ 51″ O                              | 9.6      |                                   | Passes-Dangereuses                     |
| rivière du Grand Détour       | rivière Manouane                        |             | 49° 56′ 37″ N, 70° 33′ 07″ O                              | 40.8     |                                   | Mont-Valin                             |
| rivière du Nord               | rivière Alex                            |             | 49° 08′ 25″ N, 71° 34′ 16″ O                              | 13.3     |                                   | Passes-Dangereuses                     |
| rivière du Portage            | rivière Manouane                        |             | 49° 35′ 58″ N, 71° 03′ 57″ O                              | 8.2      |                                   | Mont-Valin                             |
| rivière du Portage            | rivière Alex                            |             | 49° 13′ 42″ N, 71° 26′ 50″ O                              | 7.4      |                                   | Maria-Chapdelaine                      |
| rivière du Sault              | rivière Péribonka                       |             | 49° 21′ 27″ N, 71° 13′ 48″ O                              | 17.3     |                                   | Passes-Dangereuses                     |
| rivière Duhamel               | Petite rivière Manouane                 |             | 49° 59′ 03″ N, 70° 53′ 57″ O                              | 77       |                                   | Mont-Valin                             |
| rivière Dumau                 | rivière au Serpent                      |             | 49° 45′ 20″ N, 71° 21′ 35″ O                              | 13       |                                   | Passes-Dangereuses                     |
| rivière Durfort               | Petite rivière Manouane                 |             | 50° 00′ 32″ N, 70° 53′ 15″ O                              | 27.5     |                                   | Mont-Valin                             |
| rivière Élizabeth             | rivière Micosas                         |             | 49° 28′ 15″ N, 73° 07′ 02″ O                              | 14       |                                   | Maria-Chapdelaine                      |
| rivière Épervanche            | rivière Péribonka                       |             | 51° 46′ 08″ N, 71° 17′ 01″ O                              | 29.6     |                                   | Mont-Valin                             |
| rivière Épiphane              | rivière Alex                            |             | 48° 55′ 26″ N, 71° 44′ 59″ O                              | 34.8     |                                   | Maria-Chapdelaine Lac-Saint-Jean-Est   |
| rivière Étienniche            | rivière au Serpent                      |             | 49° 37′ 28″ N, 71° 20′ 06″ O                              | 8.1      | Point(-71.35944 49.51722)         | Passes-Dangereuses                     |
| rivière Ferrée                | rivière Micosas                         |             | 49° 03′ 54″ N, 72° 49′ 30″ O                              |          |                                   | Rivière-Mistassini                     |
| rivière Henri                 | rivière Mistassibi Nord-Est             |             | 49° 59′ 50″ N, 71° 56′ 05″ O                              | 39.9     |                                   | Maria-Chapdelaine                      |
| Rivière Hilarion              | rivière Dobleau                         |             | 49° 37′ 48″ N, 73° 29′ 49″ O                              | 32       | Point(-73.64833 49.455)           | Le Domaine-du-Roy                      |
| rivière Houlière              | rivière Manouane                        |             | 49° 44′ 35″ N, 70° 58′ 50″ O                              | 15.8     |                                   | Mont-Valin                             |
| rivière Kanishushteu          | rivière Ashuapmushuan                   |             | 49° 02′ 45″ N, 73° 06′ 59″ O                              |          |                                   | Le Domaine-du-Roy                      |
| rivière Kauashetesh           | rivière au Serpent                      |             | 49° 46′ 01″ N, 71° 26′ 25″ O                              | 4.2      |                                   | Passes-Dangereuses                     |
| rivière L'Abbé                | rivière Métabetchouane                  |             | 48° 22′ 32″ N, 71° 59′ 17″ O                              | 6.4      |                                   | Le Domaine-du-Roy                      |
| rivière la Loche              | rivière Ashuapmushuan                   |             | 49° 17′ 21″ N, 73° 39′ 50″ O                              | 32.8     | Point(-73.69639 49.50333)         | Le Domaine-du-Roy                      |
| rivière Lekau                 | rivière Dumau                           |             | 49° 47′ 36″ N, 71° 19′ 33″ O                              | 13       |                                   | Québec                                 |
| rivière Lerole                | rivière Savane                          |             | 51° 42′ 28″ N, 70° 56′ 04″ O                              | 19.6     |                                   | Mont-Valin                             |
| rivière Louke                 | rivière Péribonka                       |             | 49° 18′ 59″ N, 71° 15′ 22″ O                              | 5.9      |                                   | Passes-Dangereuses                     |
| rivière MacDonald             | rivière Métabetchouane                  |             | 48° 24′ 57″ N, 71° 57′ 31″ O                              | 8        |                                   | Lac-Saint-Jean-Est                     |
| rivière Malek                 | rivière Péribonka                       |             | 49° 17′ 02″ N, 71° 14′ 45″ O                              | 8.7      |                                   | Mont-Valin                             |
| rivière Manigouche            | rivière des Aigles                      |             | 49° 00′ 19″ N, 71° 41′ 18″ O                              | 19.7     |                                   | Passes-Dangereuses                     |
| rivière Manouane              | rivière Péribonka                       |             | 49° 30′ 21″ N, 71° 10′ 32″ O                              | 220      | Point(-70.749167 50.705)          | Le Fjord-du-Saguenay                   |
| rivière Manouaniche           | rivière Manouane                        |             | 49° 36′ 55″ N, 71° 02′ 07″ O                              | 18.6     | Point(-70.2717 49.6617)           | Le Fjord-du-Saguenay                   |
| rivière Marquette             | lac Ashuapmushuan rivière Ashuapmushuan |             | 49° 11′ 24″ N, 73° 47′ 48″ O                              | 64.9     | Point(-73.893055555 48.904166666) | Le Domaine-du-Roy                      |
| rivière Marquette Ouest       | rivière Marquette                       |             | 49° 09′ 14″ N, 73° 55′ 00″ O                              | 54.7     | Point(-74.051666666 48.945555555) | Le Domaine-du-Roy                      |
| rivière Mazarin               | rivière Ashuapmushuan                   |             | 49° 23′ 17″ N, 73° 28′ 12″ O                              | 15.1     |                                   | Le Domaine-du-Roy                      |
| rivière Métabetchouane        | lac Saint-Jean                          |             | 48° 25′ 15″ N, 71° 57′ 55″ O                              | 128      |                                   | Québec                                 |
| rivière Métabetchouane Est    | rivière Métabetchouane                  |             | 47° 36′ 05″ N, 71° 51′ 38″ O                              | 54       |                                   | La Jacques-Cartier                     |
| rivière Métascouac            | rivière Métabetchouane                  |             | 47° 40′ 29″ N, 71° 50′ 18″ O                              | 17.4     | Point(-71.838333 47.837499)       | La Côte-de-Beaupré La Jacques-Cartier  |
| rivière Métascouac Sud        | rivière Métascouac                      |             | 47° 41′ 56″ N, 71° 50′ 01″ O                              | 14.6     |                                   | Lac-Croche                             |
| rivière Micosas               | rivière Ouasiemsca                      |             | 49° 05′ 36″ N, 72° 44′ 54″ O                              | 111      | Point(-73.14333 49.62444)         | Rivière-Mistassini                     |
| rivière Milot                 | rivière Alex                            |             | 48° 53′ 30″ N, 71° 45′ 32″ O                              | 11.3     |                                   | Maria-Chapdelaine Lac-Saint-Jean-Est   |
| rivière Mistassibi            | rivière Mistassini                      |             | 48° 53′ 04″ N, 72° 13′ 05″ O                              | 298      |                                   | Maria-Chapdelaine                      |
| rivière Mistassibi Nord-Est   | rivière Mistassibi                      |             | 49° 30′ 47″ N, 71° 56′ 07″ O                              | 189.5    | Point(-71.88722 51.00944)         | Maria-Chapdelaine                      |
| rivière Mistassini            | lac Saint-Jean                          |             | 48° 42′ 22″ N, 72° 19′ 10″ O                              | 298      | Point(-72.28944 50.87306)         | Saguenay–Lac-Saint-Jean                |
| rivière Modeste               | rivière Bonnard                         |             | 50° 45′ 39″ N, 71° 08′ 30″ O                              | 43.5     |                                   | Mont-Valin                             |
| rivière Moncouche             | rivière Métabetchouane                  |             | 47° 55′ 11″ N, 72° 00′ 18″ O                              | 14.7     | Point(-71.957222 47.957777)       | La Côte-de-Beaupré Lac-Saint-Jean-Est  |
| rivière Moreau                | Petite rivière Péribonka                |             | 48° 46′ 40″ N, 72° 04′ 15″ O                              | 23.3     |                                   | Saguenay–Lac-Saint-Jean                |
| rivière Naja                  | rivière Manouane                        |             | 49° 56′ 46″ N, 70° 45′ 43″ O                              | 27.4     |                                   | Mont-Valin                             |
| rivière Nepton                | rivière de la Perdrix Blanche           |             | 49° 18′ 41″ N, 72° 17′ 23″ O                              | 23       | Point(-72.32111 49.455)           | Rivière-Mistassini                     |
| rivière Nestaocano            | rivière du Chef                         |             | 49° 37′ 46″ N, 73° 27′ 15″ O 50° 39′ 41″ N, 72° 43′ 06″ O | 185      |                                   | Rivière-Mistassini                     |
| rivière Noire                 | Petite rivière Péribonka                |             | 48° 51′ 50″ N, 72° 05′ 06″ O                              | 35.9     |                                   | Maria-Chapdelaine                      |
| rivière Noire                 | rivière Péribonka                       |             | 48° 44′ 21″ N, 71° 51′ 30″ O                              | 14.7     |                                   | Sainte-Monique                         |
| rivière Normandin             | lac Ashuapmushuan rivière Ashuapmushuan |             | 49° 12′ 12″ N, 73° 47′ 51″ O                              | 98.4     | Point(-74.280277777 48.960833333) | Le Domaine-du-Roy                      |
| rivière Ouasiemsca            | rivière Mistassini                      |             | 49° 00′ 03″ N, 72° 28′ 43″ O                              | 190      | Point(-73.08222 50.31306)         | Rivière-Mistassini                     |
| rivière Ouiatchouan           | lac Saint-Jean                          |             | 48° 26′ 53″ N, 72° 09′ 33″ O                              | 25       | Point(-72.2642 48.1872)           | Le Domaine-du-Roy                      |
| rivière Ouiatchouaniche       | lac Saint-Jean                          |             | 48° 31′ 35″ N, 72° 13′ 19″ O                              | 70       | Point(-72.39833 48.15778)         | Le Domaine-du-Roy                      |
| rivière Patrick Ouest         | rivière à Patrick                       |             | 49° 08′ 11″ N, 71° 42′ 06″ O                              | 9        |                                   | Maria-Chapdelaine                      |
| rivière Pémonca               | rivière Ashuapmushuan                   |             | 48° 47′ 28″ N, 72° 39′ 16″ O                              |          |                                   | Le Domaine-du-Roy                      |
| rivière Péribonka             | lac Saint-Jean                          |             | 48° 44′ 49″ N, 72° 06′ 13″ O 52° 16′ 17″ N, 70° 48′ 38″ O | 547      | Point(-70.8275 52.2425)           | Saguenay–Lac-Saint-Jean                |
| rivière Péribonka Est         | rivière Péribonka                       |             | 51° 51′ 11″ N, 71° 14′ 44″ O                              | 89       |                                   | Mont-Valin                             |
| rivière Perron                | ruisseau Milot                          |             | 49° 12′ 07″ N, 72° 04′ 04″ O                              | 7.5      |                                   | Passes-Dangereuses                     |
| rivière Qui-Mène-du-Train     | rivière Ouiatchouan                     |             | 48° 16′ 02″ N, 72° 10′ 48″ O                              | 35       | Point(-72.17278 48.11889)         | Lac-Bouchette                          |
| rivière Saint-Ludger          | rivière Péribonka                       |             | 48° 49′ 15″ N, 71° 50′ 15″ O                              | 13.3     | Point(-71.84722 48.93361)         | Lac-Saint-Jean-Est Maria-Chapdelaine   |
| rivière Saint-Onge            | rivière Péribonka                       |             | 50° 25′ 29″ N, 71° 23′ 12″ O                              | 32.8     | Point(-71.441666666 50.575)       | Passes-Dangereuses                     |
| rivière Samaqua               | rivière Mistassini                      |             | 49° 09′ 13″ N, 72° 33′ 35″ O                              | 134      | Point(-72.595 50.09278)           | Rivière-Mistassini                     |
| rivière Savane                | rivière Péribonka                       |             | 51° 08′ 53″ N, 71° 25′ 33″ O                              | 139.4    |                                   | Mont-Valin                             |
| rivière Savard                | rivière Mistassibi                      |             | 49° 09′ 30″ N, 72° 04′ 41″ O                              | 24.9     |                                   | Passes-Dangereuses                     |
| rivière Taillon               | lac Saint-Jean                          |             | 48° 40′ 32″ N, 71° 52′ 15″ O                              | 10.4     |                                   | Saint-Henri-de-Taillon                 |
| rivière Ticouapé              | lac Saint-Jean                          |             | 48° 41′ 18″ N, 72° 21′ 13″ O                              | 50       |                                   | Maria-Chapdelaine Le Domaine-du-Roy    |
| rivière Vermillon             | rivière Chigoubiche                     |             | 49° 00′ 26″ N, 73° 08′ 09″ O                              |          |                                   | Le Domaine-du-Roy                      |
| rivière Villeneuve            | rivière Noire                           |             | 48° 53′ 16″ N, 72° 04′ 47″ O                              | 15       |                                   | Maria-Chapdelaine                      |
| ruisseau à la Corne           | rivière aux Rats                        |             | 48° 57′ 16″ N, 72° 14′ 16″ O                              | 4.1      |                                   | Maria-Chapdelaine                      |
| ruisseau Bellemare            | rivière Mistassibi                      |             | 49° 14′ 21″ N, 72° 08′ 16″ O                              |          | Point(-72.05583 49.27278)         | Passes-Dangereuses                     |
| ruisseau Contourné            | rivière aux Montagnais                  |             | 47° 55′ 21″ N, 71° 54′ 58″ O                              | 6.1      |                                   | Lac-Moncouche Lac-Jacques-Cartier      |
| ruisseau de la Belle Rivière  | La Belle Rivière                        |             | 48° 21′ 38″ N, 71° 43′ 11″ O                              |          |                                   | Hébertville                            |
| ruisseau du Loup-Cervier      | rivière aux Rats                        |             | 49° 04′ 46″ N, 72° 19′ 37″ O                              | 28.3     |                                   | Notre-Dame-de-Lorette                  |
| ruisseau Labonté              | La Belle Rivière                        |             | 48° 24′ 36″ N, 71° 42′ 40″ O                              |          |                                   | Hébertville                            |
| ruisseau Malfait              | rivière Mistassibi                      |             | 49° 22′ 26″ N, 72° 01′ 08″ O                              |          | Point(-72.04639 49.3175)          | Passes-Dangereuses                     |
| ruisseau Milot                | rivière Savard                          |             | 49° 10′ 50″ N, 72° 02′ 49″ O                              | 20       |                                   | Passes-Dangereuses                     |
| ruisseau Morin                | rivière Ticouapé                        |             | 48° 49′ 17″ N, 72° 25′ 29″ O                              |          |                                   | Québec Maria-Chapdelaine               |